# Stara Dąbrowa (Powiat Stargardzki)
Stara Dąbrowa (deutsch Alt Damerow) ist ein Dorf in der Woiwodschaft Westpommern in Polen. Das Dorf ist der Verwaltungssitz der Gmina Stara Dąbrowa (Gemeinde Alt Damerow).

## Geographische Lage
Das Dorf liegt in Hinterpommern, etwa 11 Kilometer nordöstlich von Stargard und etwa 38 Kilometer östlich von Stettin.

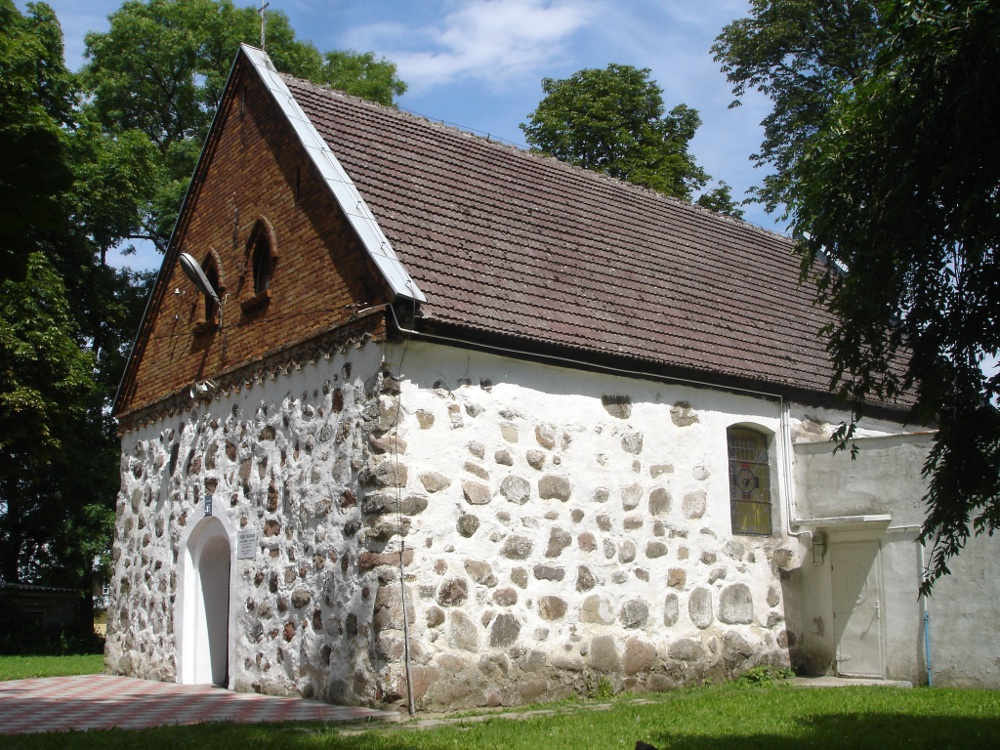
Dorfkirche

## Geschichte
Im Jahre 1254 wurde Alt Damerow erstmals urkundlich erwähnt. Das Kirchdorf war ursprünglich ein altes Lehen der Familie Wedel, bis es im 17. und 18. Jahrhundert in den Besitz anderer Familien kam. Um 1780 hatte Alt Damerow einen Gutsbetrieb, drei auf der Feldmark des Dorfs von dem Gutsbesitzer angelegte Vorwerke, von denen er eines Ramen, eines Habacht und das dritte Birkholz nannte, einen Prediger, einen Küster, 13 Bauern, eine Schmiede und insgesamt 31 Haushaltungen. Die beiden ersteren Vorwerke sind bald eingegangen, so dass nur das Vorwerk Birkholz übrig blieb. Im Jahr 1853 wurde das Rittergut von seinem Besitzer Friedrich Wilhelm von Reibnitz an Carl Hermann Otto Runge verkauft.
Um 1930 hatte die Gemarkung der Gemeinde Alt Damerow eine Flächengröße von 10,4 km². In der Gemeinde bestand neben Alt Damerow der Wohnplatz Birkholz.
Im Jahr 1925 wurden in Alt Damerow insgesamt 445 Einwohner gezählt, die auf 78 Haushaltungen verteilt waren.
In Birkholz gab es im Jahre 1845, 26 Häusern und 9 Einwohner.
Bis 1945 gehörte das Dorf zum Kreis Saatzig in der preußischen Provinz Pommern. Es lag im Amts- und Standesamtsbezirk Sassenhagen. Das zuständige Amtsgericht war das Amtsgericht Stargard.
Im Jahre 1905 waren in Alt Damerow 139 Einwohner registriert. Ihre Zahl stieg vor 1925 auf 418 und betrug 1933 noch 398 und blieb bis 1939 nahezu konstant bei 397.
Nach Ende des Zweiten Weltkriegs wurde Alt Damerow unter polnische Verwaltung gestellt und in Stara Dąbrowa umbenannt. Die deutschen Einwohner wurden vertrieben.
Der Ort ist heute namensgebender Sitz eine Landgemeinde, der Gmina Stara Dąbrowa, und bildet in ihr ein eigenes Schulzenamt. Die Einwohnerzahl beträgt etwa 620.

## Kirche

### Kirchspiel/Pfarrei
Vor 1945 lebte in Alt Damerow eine überwiegend evangelische Bevölkerung. Der Ort war Pfarrsitz für das Kirchspiel Alt Damerow, in das die Filialgemeinden Sassenhagen (heute polnisch: Chlebówko) und – seit 1828 – Müggenhall (Białuń) eingegliedert waren. Das Kirchspiel gehörte zum Kirchenkreis Freienwalde (Chociwel) im Ostsprengel der Kirchenprovinz Pommern der Kirche der Altpreußischen Union.
Im Jahre 1940 zählte das Kirchspiel insgesamt 1.230 Gemeindeglieder, von denen 380 zur Ortsgemeinde Alt Damerow gehörten. Das Kirchenpatronat hatten die Rittergutsbesitzer von Alt Damerow, Müggenhall und Sassenhagen inne.
Seit 1945 lebt in Stara Dąbrowa eine fast ausnahmslos katholische Bevölkerung. Der Ort ist Sitz der Pfarrei św. Józefa (Hl. Josef) und gehört zum Dekanat Stargard Wschód (Stargard-Ost) im Erzbistum Stettin-Cammin der Katholischen Kirche in Polen.
Heute hier lebende evangelische Kirchenglieder sind in die Pfarrei der St. Trinitatiskirche in Stettin in der Diözese Breslau der Evangelisch-Augsburgischen Kirche in Polen eingegliedert.

### Pfarrer 1553–1945
Seit der Reformation und bis zur Vertreibung 1945 amtierten in Alt Damerow 14 evangelische Geistliche:
1. Balthasar Cremer, 1553–1595
2. Martin Gerschovius, 1596–1623 (danach Vakanz)
3. Christian Cremer sen., 1669–1714
4. Christian Cremer jun. (Sohn von 3.), 1714–1742
5. Karl Ludwig Hövel, 1744–1771
6. Magnus Christoph Neumann, 1771–1798
7. Johann Friedrich Jakob Bogenschneider, 1798–1813
8. Friedrich August Golcher, 1814–1833
9. Friedrich August Schlegel, 1833–1856
10. Otto Friedrich Jobst, 1858–1859
11. Karl Wilhelm Emil Schlichting, 1859–1867
12. Wilhelm Richard Haltenorth, 1867–1899
13. Hermann Plocke, 1899–1937
14. Friedrich Tietze, 1939–1945

## Söhne und Töchter des Ortes
- Bernhard Heinrich von Wolff (1814–1891), preußischer Generalmajor und Chef des Generalstabs des I. Armeekorps
- Hermann Schlichting (1860–1931), deutscher Redakteur und Heimatschriftsteller